# Парпачский гребень
Парпа́чский гре́бень (также Парпачский хребет; укр. Парпацький гребінь, крымскотат. Porpaç sırtı, Порпач сырты) — горная система на Керченском полуострове в Крыму. Относится к категории низких гор. Название хребту дано академиком Андрусовым по находящемуся у западного края гребня селу Парпач. Проходит по средней части полуострова, в основном, в меридиональном направлении, с максимальными высотами 100—185 метров. Простирается от Владиславовки на восток до села Марфовка и дальше, круто повернув на юго-юго-восток, оканчивается на южном берегу полуострова горой Опук. Часть массива, идущую от Марфовки к Опуку и образующую два плавных дугообразных изгиба также называют Параболический гребень. В северном, северо-восточном и юго-восточном направлениях от главного гребня тянутся невысокие кряжи и гряды, сложенные неогеновыми известняками. Первым из исследователей на эту область, которая «…гораздо гористее, чем начало …полуострова», обратил внимание Пётр Паллас. Н. И. Андрусов, изучая с 1882 по 1891 год геологическое строение полуострова, выделил отдельные кряжи, присвоив двум из них названия: Митридатский и Аджи-элинский гребень.
Хребет служит главным водоразделом полуострова, на нём берёт начало большинство местных рек, орографически гребень представляет собой увал, с пологим северным и крутым южным склонами, сложен, в основе, среднемиоценовыми отложениями, тектонически представляя «северную часть периклинального замыкания большого антиклинального поднятия Горного Крыма».